# 荣厚

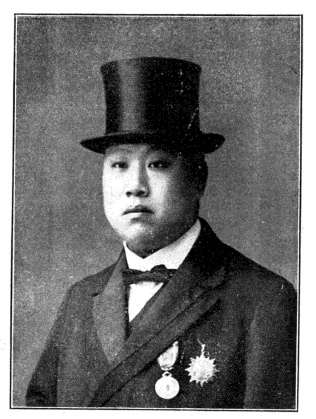
榮厚

榮厚（1874年—?），字淑章（一作叔章）、僕儕，号朴斋，一号不成山民，满洲镶蓝旗人，清朝、中华民国、满洲国政治人物。

## 生平

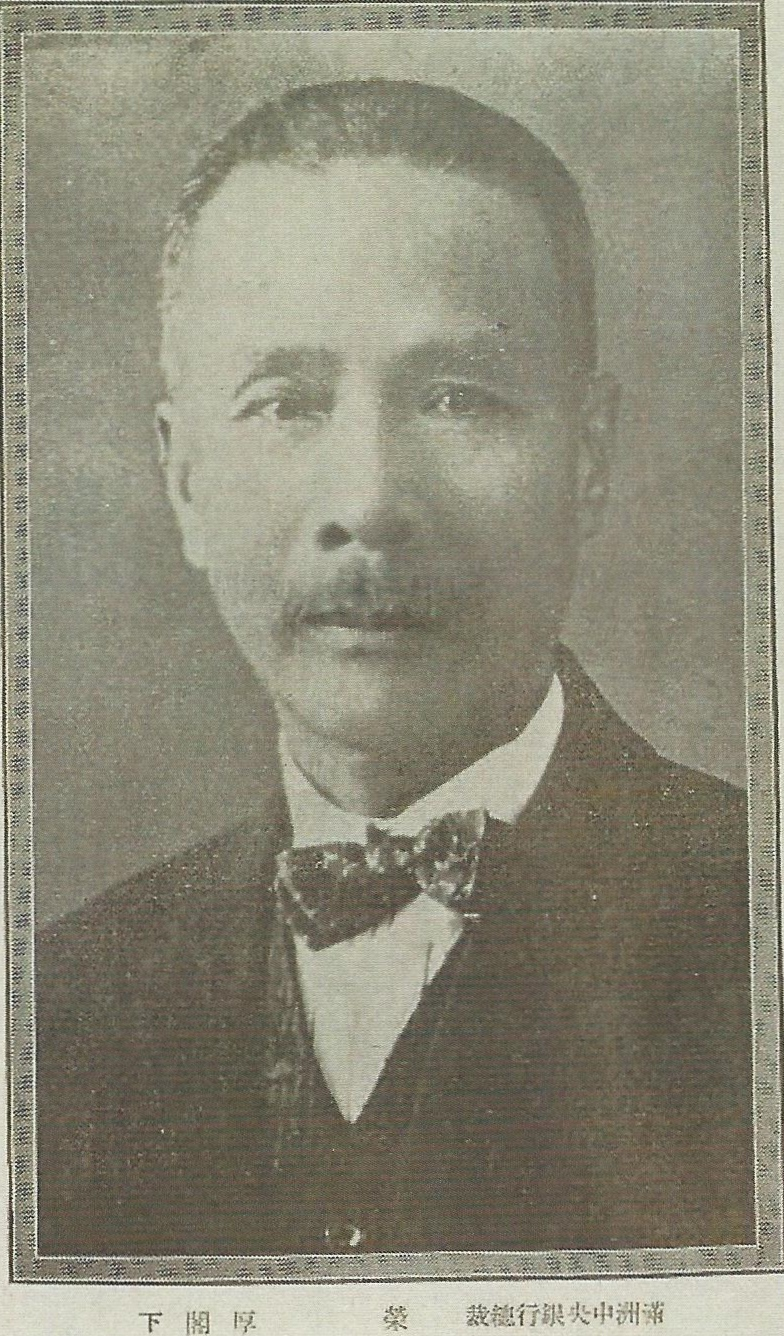
荣厚

清朝末年，荣厚任刑部司官、吏部驗封司掌印郎中，京察一等，放廣東瓊州府知府。北洋政府时期，於民國二年（1913年）任奉天省内务司司长，1914年至1919年任辽沈道道尹，后来历任黑龙江省财政厅厅长、吉林省财政厅厅长。满洲国时期，历任满洲中央银行首任总裁，满洲国参议府参议兼满日文明协会会长。